# (27715) 1989 CR1
1989 سي أر 1 (ويعرف أيضًا باسم (27715) 1989 سي أر 1 وفق تسمية الكوكب الصغير) (بالإنجليزية: 1989 CR1)‏ هو كويكب ضمن حزام الكويكبات؛ وترتيبه 27715 من حيث الاكتشاف.
اكتُشف هذا الجُرم الفلكي بواسطة Yoshiaki Oshima ‏ في 5 فبراير 1989.

## وصلات خارجية
- (27715) 1989 CR1 في قاعدة بيانات مختبر الدفع النفاث لأجرام النظام الشمسي الصغيرة

- الاكتشاف · مخطط المدار ·  العناصر المدارية · المعلمات المادية

- (27715) 1989 CR1 على موقع ويكي سكاي: DSS2, SDSS, GALEX, IRAS, Hydrogen α, X-Ray, Astrophoto, Sky Map, Articles and images